# 雷欧维尔
雷欧维尔（法語：Réauville，法語發音：[ʁeovil]）是法国德龙省的一个市镇，位于该省西南部，属于尼永斯区。

## 地理
雷欧维尔（44°26'40"N, 4°50'39"E）面积18.22 平方千米，位于法国奥弗涅-罗讷-阿尔卑斯大区德龙省，该省份为法国东南部内陆省份，北起顺时针与伊泽尔省、上阿尔卑斯省、上普罗旺斯阿尔卑斯省、沃克吕兹省和阿尔代什省接壤。
与雷欧维尔接壤的市镇（或旧市镇、城区）包括：阿朗、尚特梅勒-莱格里尼昂、格里尼昂、蒙茹瓦耶、鲁萨、瓦洛里。

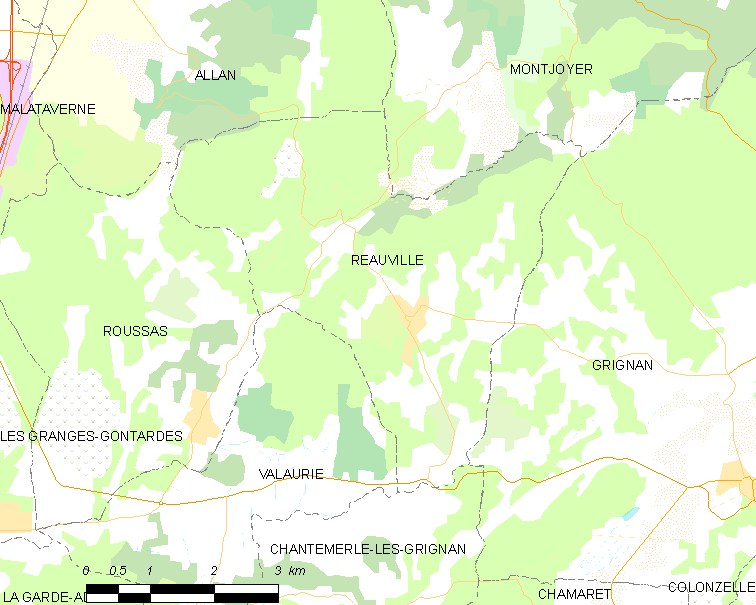
雷欧维尔的OSM定位图

雷欧维尔的时区为UTC+01:00、UTC+02:00（夏令时）。

## 行政
雷欧维尔的邮政编码为26230，INSEE市镇编码为26261。

## 政治
雷欧维尔所属的省级选区为格里尼昂县。

## 人口

1962-2008年间雷欧维尔人口变化图示

雷欧维尔于2022年1月1日时的人口数量为394人。